# توماس وينتورث، إيرل سترافورد الأول
توماس وينتورث، إيرل سترافورد الأول (13 أبريل 1593- 12 مايو 1641)، هو فارس رباط ورجل دولة إنجليزي وشخصية برزت خلال الفترة التي سبقت الحرب الأهلية الإنجليزية. عمل في البرلمان وهو مؤيد للملك تشارلز الأول. عُيّن في منصب لورد نائب أيرلندا من عام 1632 إلى 1640، حيث اتبع سياسة حكم استبدادي صارمة. استُدعي إلى إنجلترا، وعُيّن مستشارًا رئيسيًا للملك، في محاولة لتعزيز الموقف الملكي ضد البرلمان. حكم البرلمان على اللورد سترافورد بالإعدام، ووقع الملك تشارلز على مذكرة الإعدام مُكرهًا وأُعدم سترافورد. أحرز تقدمًا ملحوظًا مقارنة بأقرانه من طبقة النبلاء خلال مسيرته، إذ عُيّن البارون وينتورث أول في عام 1628، وفيكونت وينتورث الأول في عام 1629، وأخيرًا، إيرل أول من سترافورد في يناير 1640. عامي 1614 و1628، عُرف باسم السير توماس وينتورث، البارونيت الثاني.

## نشأته
ولد وينتورث في لندن. والده هو السير ويليام وينتورث، البارونيت الأول، من وينتورث وودهاوس، بالقرب من روثرهام، أحد أفراد عائلة يوركشاير القديمة، ووالدته هي آن، ابنة السير روبرت أتكينز من ستويل، غلوسيسترشاير. التحق بكلية سانت جون، كامبريدج، حيث تلقى تعليمه وأصبح طالب قانون في المعبد الداخلي في عام 1607، وفي عام 1611 حصل على لقب فارس. زوجته الأولى هي مارغريت، ابنة فرانسيس كليفورد وإيرل كمبرلاند وغريسولد هيوز.

## المسيرة المهنية البرلمانية المبكرة
في عام 1614، أصبح السير توماس وينتورث، البارونيت الثاني، عضوًا في البرلمان الإنجليزي ممثلًا عن مقعد يوركشاير في «برلمان أديلد»، ولكنه لم يشارك في مناقشات البرلمان حتى عام 1621، عندما جلس فيه مقعد الدائرة الانتخابية ذاتها. اتسم موقفه بالتناقض. لم يؤيد حماسة الحزب الشعبي للحرب مع إسبانيا، وهو أمر أيده جورج فيليرز، دوق باكنغهام الأول، المستشار الأول والمفضل للملك جيمس الأول، ولكنه اتضح أن إنكار جيمس لحقوق وامتيازات البرلمان كان سببًا في انضمام وينتورث إلى المجلس لإثبات مزاعم مجلس العموم. أيد الاحتجاج الذي أسفر عن حل برلمان جيمس الثالث.
في عام 1622، توفيت زوجة وينتورث الأولى، مارغريت كليفورد. ذكر أصدقاء وينتورث أنه شعر بحزن شديد بعد وفاتها، ولكن في فبراير 1625، تزوج بأرابيلا هوليس، ابنة جون هولز، إيرل كلير الأول وآن ستانهوب. رأى الكثير أن زواجهما نتج عن علاقة حب حقيقية بينهما. مثّل دائرة بونتيفراكت في البرلمان السعيد لعام 1624، ولكنه لم يكن نشطًا. أعرب عن رغبته في تجنب التعقيدات الأجنبية و «منح الأولوية لإتمام أعمال الكومنولث».
في يونيو 1625، مثّل وينتورث يوركشاير مجددًا خلال البرلمان الأول للملك تشارلز الأول، وأظهر عداءه للحرب المقترحة ضد إسبانيا من خلال دعم اقتراح التأجيل قبل أن يبدأ المجلس أعماله. عارض مطالبات إعانات الحرب المقدمة نيابة عن باكنغهام –بعد وفاة جيمس الأول، أصبح باكنغهام وزير تشارلز الأول– وبعد حل البرلمان في نوفمبر، أصبح شريف يوركشاير، وهو المنصب الذي جعله مُستبعدًا من البرلمان الذي اجتمع في عام 1626. مع ذلك، لم يتخذ موقفًا معاديًا للملك. اختلف موقفه تمامًا عن موقف المعارضة النظامية. حرص على خدمة التاج، ولكنه عارض سياسة الملك.
في يناير 1626، طالب وينتورث برئاسة مجلس الشمال، وهو أمر استقبله باكنغهام بالإيجاب. إلا أنه بعد حل البرلمان، طُرد من سلك القضاء للسلام ومكتب حراسة السجلات الحكومية في يوركشاير –وهو منصب شغله منذ عام 1615– ويُرجح أن ذلك حدث بسبب رفضه دعم المحكمة في إرغام البلاد على المساهمة بالمال دون منحة برلمانية. في عام 1627، رفض المساهمة في القرض القسري، وسُجن بعد ذلك.